# スティーブ・マッキンタイアー
スティーブ・マッキンタイアー（Steve McIntyre、1974年5月28日 - ）はソフトウェアエンジニアであり、長きに渡りDebianに携わる開発者である。彼のもっともよく知られる貢献は、Debianのインストール用CD/DVDイメージ作成部門におけるそれである; 彼はdebian-cdチームのリーダーで公式インストールイメージ作成の責任を負っている。
マッキンタイアーは2006年、2007年のDebianプロジェクトリーダー(Debian Project Leader)選挙に出馬したが落選している。2006年の間彼は、Debianプロジェクトリーダー（当時はアンソニー・タウンズ）の"Second in charge"(2IC; 副リーダー)を務めた。彼は2008年、そして2009年立て続けにDebianプロジェクトリーダーに選出された。彼は2010年には出馬せず、選挙はステファノ・ザッキローリの勝利に終わった。
彼はイングランド、ウィガンに生まれ、現在はケンブリッジのARMホールディングスに勤務している。